# Шолаксор
Шолаксор (каз. Шолақсор) — село в Актогайском районе Павлодарской области Казахстана. Расположено в 300 км к северо-западу от Павлодара и в 184 км к западу от Актогая. Административный центр Шолаксорского сельского округа. Код КАТО — 553259100.

## История
Село Шолаксор было центральной усадьбой бывшего овцеводческого совхоза «Краснокутский», образованного в 1954 году на базе частей землепользования совхоза «Новотроицкий» и госземфонда. В честь освоения целины в 1964 году в селе был установлен памятник трудовой целинной славы — трактор ДТ-54 на постаменте.

## Население
В 1985 году в селе жили 868 человек, 1999 году население села составляло 676 человек (308 мужчин и 368 женщин). По данным переписи 2009 года, в селе проживали 502 человека (243 мужчины и 259 женщин).